# Ken Colyer
Kenneth Colyer (Great Yarmouth, 18 de abril de 1928 – Roquebrune-sur-Argens, 8 de março de 1988) foi um trompetista de jazz e cornetista britânico, que dedicou ao jazz de Nova Orleães. Sua banda era também conhecida por interlúdios de skiffle.

## Biografia
Ken Colyer nasceu em Great Yarmouth, cresceu em Soho, Londres e foi um membro de um coro de igreja. Quando seu irmão mais velho Bill (1922—2009) saiu para servir na Segunda Guerra Mundial ele deixou seus discos de jazz para trás, que influenciou o Ken Colyer. Ele entrou para a marinha mercante aos 17 anos, viajou ao redor do mundo e ouviu famosos músicos de jazz em Nova Iorque e Montreal. Na Grã-Bretanha, Colye tocou com várias bandas e fundou em 1949, o Crane River Jazz Band (CRJB) com Ben Marshall, Sonny Morris, Pat Hawes, John R. T. Davies, Julian Davies, Ron Bowden e Monty Sunshine. A banda tocou no Royal Festival Hall, na presença da rainha Isabel II.